# Crab Orchard (Illinois)
Crab Orchard – jednostka osadnicza w Stanach Zjednoczonych, w stanie Illinois, w hrabstwie Williamson.